# Henry Sumner Maine

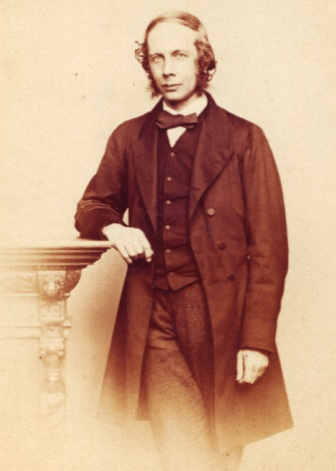
Henry Maine za młodu

Henry Sumner Maine (ur. 15 sierpnia 1822 w Roxburgh w Anglii, zm. 3 lutego 1888 w Cannes we Francji) – brytyjski antropolog społeczny, socjolog, historyk prawa i komparatysta prawny.

## Życiorys
W latach 1840–1844 studiuje w Pembroke College na Uniwersytecie Cambridge filologię klasyczną, zdobywając w tej dziedzinie spore uznanie. W 1845 r. przyjmuje posadę asystenta w Trinity College w Cambridge. Zaczyna wtedy łączyć zainteresowania historią (studia klasyczne) i prawem. Wykłada prawo rzymskie (nie będące wtedy częścią standardowej edukacji prawniczej) i prawo cywilne. W 1850 roku zostaje przyjęty do grona palestry. Publikuje również artykuły w Saturday Review.
W 1862 r. zostaje mu oferowane stanowisko doradcy prawnego w Indiach. Odmówił, lecz przyjął je następnego roku, gdy propozycja została ponowiona. W Indiach pozostaje do 1869 r. Był doradcą rządu Indii zarówno w kwestiach politycznych jak i prawnych. Pomagał też w przygotowaniu kodyfikacji prawa indyjskiego. Piastował stanowisko wicekanclerza Uniwersytetu w Kalkucie. 
W 1869 r. wraca do Wielkiej Brytanii i obejmuje nowo powstałą katedrę historycznej i porównawczej jurysprudencji Uniwersytetu Oksfordzkiego. Zostaje także członkiem rady sekretarza stanu Wielkiej Brytanii i profesorem prawa międzynarodowego w Cambridge. Umiera w Cannes, 3 lutego 1888, gdzie udał się z przyczyn zdrowotnych.

## Poglądy i prace
Najważniejszą pracą Maine'a jest wydane w 1861 r. Ancient Law, które określiło jego pozycję jako czołowego historyka i komparatystę prawnego Wielkiej Brytanii. W pracy tej bazował na swoich badaniach i wcześniejszych wykładach na temat prawa rzymskiego. Maine jest zwolennikiem ewolucjonizmu. Porównuje różne społeczeństwa - społeczności tubylcze, społeczeństwo starożytnego Rzymu oraz społeczeństwa współczesne, ze szczególną uwagą przyglądając się występującym w nich formom prawa. Formy prawne ewoluują w procesie historycznym, dzięki czemu badając prawo, możemy zdiagnozować poziom rozwoju danego społeczeństwa. Prawo powstaje ze zwyczaju, błędem jest więc mniemanie, że za pomocą prawa można zmieniać zwyczaje panujące w społeczeństwie. Najbardziej znaną tezą tej książki jest stopniowe przejście wraz z rozwojem społecznym od statusu do kontraktu.  Status jest tu rozumiany jako przypisanie danej osobie pozycji społecznej na podstawie jej powiązania rodzinne (przede wszystkim urodzenie). Na tym etapie rozwoju jednostki nie mogą zmieniać swojego statusu. Ta dominacja rodziny zostaje jednak zastąpiona w toku ewolucji społecznej kontraktem, czyli samodzielnym kształtowaniem przez jednostkę własnej pozycji społecznej. Obecnie jedyną pozostałością statusowego przypisania pozycji społecznej mają być jednostki niezdolne do zawierania kontraktów (np. dzieci czy szaleńcy). 
Praca Maine'a miało ogromny wpływ na poglądy jego pokolenia. Dzięki niemu uważany jest on za prekursora antropologii i socjologii prawa. Pozycję tę uznawali również późniejsi badacze tacy jak Bronisław Malinowski, krytykując ją jednak za niedoskonałość metodologiczną i niedostateczne udokumentowanie. 
W późniejszym okresie Maine rozwijał swoje idee. Opublikował m.in. Village Communities in the East and West (1871), Early History of Institutions (1875) czy Early Law and Custom (1883). 
W 1885 r. wydał pracę Popular Government będącą traktatem z filozofii polityki. Analizował w niej krytycznie demokrację, wskazując na jej liczne słabości, podważając tezy o stabilności tego ustroju, oraz o istnieniu koniecznego łącznika między demokracją a rozwojem.
Pośmiertnie ukazała się również praca Maine'a International Law.